# Jürgen Röber
Jürgen Röber (ur. 25 grudnia 1953 w Gernrode) – niemiecki piłkarz i trener piłkarski.

## Kariera
Zaczynał karierę w SuS Bertlich, skąd w 1967 trafił do FC Zons. Przez kolejne lata grał w innych młodzieżowych klubach, by w końcu w 1974 roku trafić do pierwszoligowego Werderu Brema. Przez 4 lata gry w klubie z północy Niemiec stworzył sobie taką markę, że przeszedł do Bayernu Monachium. W stolicy Bawarii szło mu jednak dość słabo i mimo zdobytego mistrzostwa Niemiec odszedł do kanadyjskiego Calgary Boomers. W tym samym roku przeniósł się do Anglii, gdzie w barwach Nottingham Forest F.C. zagrał dobry sezon. Wrócił do Niemiec w 1982 roku, by wzmocnić skład Bayeru 04 Leverkusen. 4 lata gry w tym klubie przyniosły mu miano jednego z najlepszych pomocników ligi, jednak wiek dawał o sobie znać. W 1986 roku trafił do drugoligowej drużyny Rot-Weiss Essen. W 1991 roku zakończył karierę piłkarską. Zagrał w 303 spotkaniach Bundesligi i zdobył 75 bramek.
Jest żonaty z Iloną Röber, ma syna.

## Trener
Rozpoczął karierę szkoleniową jako grający asystent w Rot-Weiss Essen. Następnie trenował pierwszoligowy VfB Stuttgart, by 1 stycznia 1996 roku przejść do Herthy Berlin. W klubie ze stolicy Niemiec pracował 8 lat, podczas których najpierw wprowadził zespół do Bundesligi, a następnie stworzył drużynę walczącą o najwyższe laury. W 1999 Hertha zajęła 3. miejsce w lidze, zaś rok później była finalistą pucharu Niemiec. Po okresie słabszej gry Herthy w 2002 roku odszedł z klubu. Następnie trenował VfL Wolfsburg oraz FK Partizan. 19 grudnia 2006 roku został szkoleniowcem Borussii Dortmund, jednak słabe wyniki osiągane przez klub pod jego wodzą spowodowały jego dość szybkie zwolnienie.

## Sukcesy
- Mistrz Niemiec z Bayernem Monachium
- Wprowadzenie Herthy Berlin do 1 ligi, finał pucharu Niemiec.